# Falacia del punto medio
En lógica, la falacia del punto medio, también llamada falacia de la equidistancia, falacia de la moderación o falacia del compromiso, es una falacia a través de la que el interlocutor trata de atribuir una supuesta credibilidad a una afirmación por el mero hecho de que equidista del resto de las posturas. En algunos casos, eso puede ni siquiera ser cierto, en cuyo caso se denomina falso punto medio.
La falacia del punto medio suele resultar eficaz por el prejuicio cognitivo que nos induce a pensar que, ya que las posturas eclécticas o integradoras suelen ser útiles para alcanzar acuerdos o consenso, son automáticamente acertadas. Sin embargo, pueden perfectamente no serlo.
La falacia se produce porque la verdad o certeza se basa no en los argumentos, sino en premisas subjetivas (se subjetiviza la verdad o mentira de un hecho) de qué es lo que se ha considerado como extremo y qué se considere como punto medio y que se considere que éste es siempre cierto. Es posible que lo considerado como extremo sea verdadero.

## Ejemplos
- Juan afirma que la sangre es roja, mientras que Pablo afirma que es púrpura, por lo que debe ser marrón.
- Rosa y Ana dicen ser madres biológicas de Pedro, por lo que Pedro debe ser hijo biológico de ambas.
- Armando y Nicolás dicen ser ambos dueños del mismo coche, por lo que lo justo es dividir el coche en dos.
- Algunas personas creen que Dios es poderoso y que todo lo sabe. Otras creen que Dios no existe. Parece ser razonable aceptar un término medio. Es decir, probablemente Dios exista pero no es siempre el más poderoso, el total omnisciente, ni el más bueno.
- La Tierra está hecha principalmente de roca, y Júpiter de gases, así que Marte debe estar hecho de agua.
- Quiero vender un ordenador por 500 euros, pero me ofrecen 1 euro, así que deberé venderlo por 250 euros.
- Las mujeres en Occidente no están obligadas a llevar burka, en cambio las mujeres en Oriente están sí obligadas a llevar burka. Por tanto, las mujeres de todo el mundo se las debería obligar a llevar pañuelo.

En la argumentación no tiene por qué existir un único punto medio, sino que pueden darse varios. Por ejemplo, si Juan afirma que la sangre es roja, mientras que Pablo afirma que es púrpura, hay varios puntos medios posibles, todos igualmente falsos:
- La sangre debe ser marrón (mezcla sustractiva).
- La sangre debe ser magenta (mezcla aditiva).
- La sangre debe ser mitad roja y mitad púrpura.
- La sangre debe ser unas veces roja y otras púrpura.

En ocasiones, el falso punto medio también se presenta junto con la falacia del falso dilema a fin de situar un punto medio donde no lo hay. Por ejemplo:
- Juan afirma que la sangre es azul, mientras que Pablo afirma que es amarilla, por lo que debe ser verde.
- Rosa y Ana dicen ser madres biológicas de una piedra, por lo que esta debe ser hija biológica de ambas.
- Armando y Nicolás dicen ser ambos dueños de la Luna, por lo que lo justo es dividir la Luna en dos.

Por último, conviene observar que partiendo de premisas falsas, también se puede llegar a una conclusión verdadera aplicando un falso punto medio. Por ejemplo, si Juan afirma que la sangre es magenta, y Pablo afirma que es amarilla, se puede concluir que es roja [cita requerida]. En este caso, la suposición falsa de que la sangre sólo se puede considerar magenta y amarilla nos conduce a pensar erróneamente que su color es la mezcla sustractiva de ambos colores, pero acertadamente que es roja.